# Tramvajová trať Komenského náměstí – Masarykova čtvrť, náměstí Míru

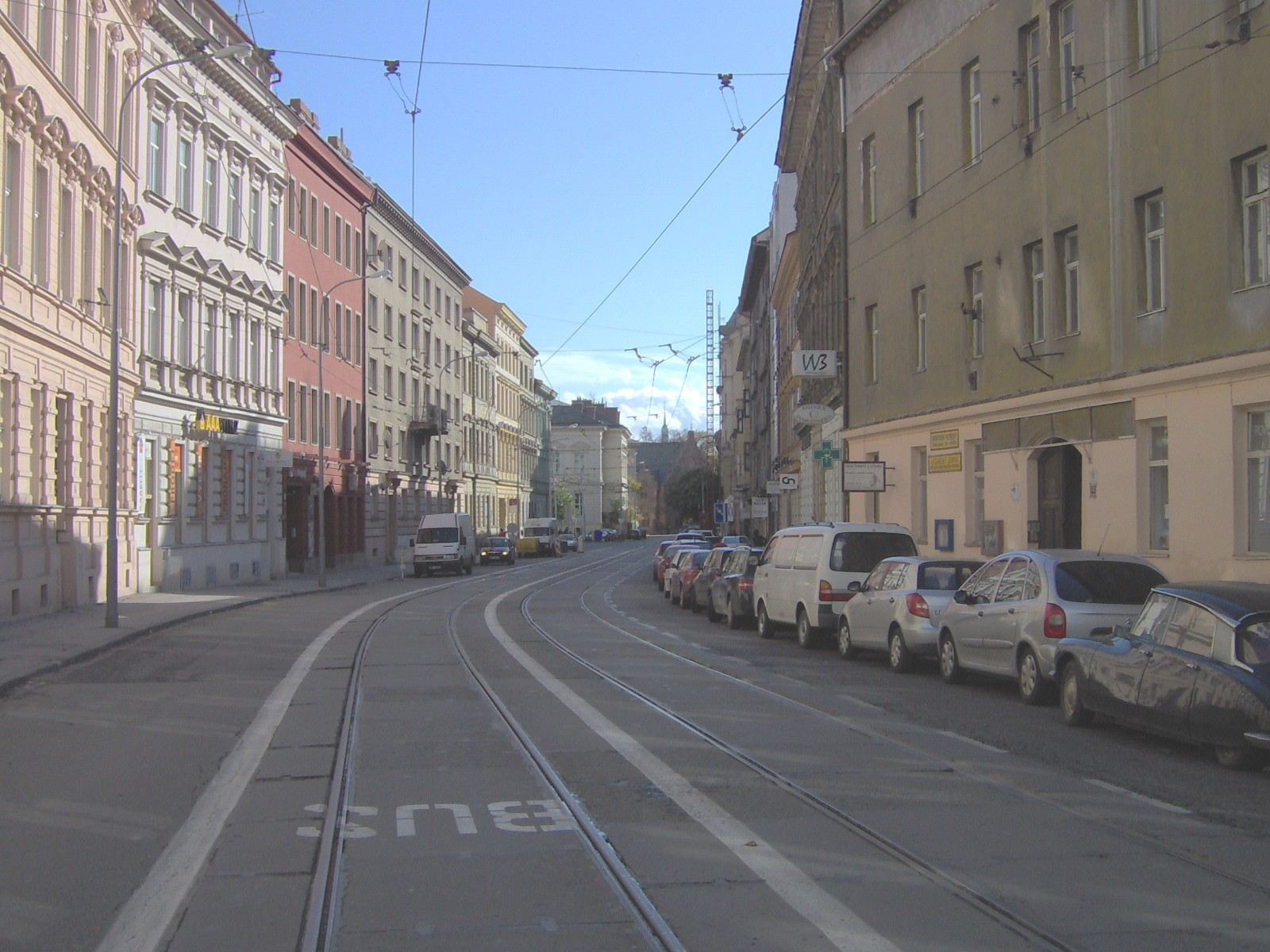
Nejstarší úsek trati mezi Komenského náměstím a Obilním trhem. Vyhrazený jízdní pruh pro autobusy byl doplněn v říjnu 2008.

Tramvajová trať Komenského náměstí – Masarykova čtvrť, náměstí Míru je součástí sítě tramvajové dopravy v Brně. Začíná na Komenského náměstí (před Červeným kostelem) a vede po Joštově (krátký úsek se zastávkou Komenského náměstí) a dále po ulici Údolní až do Masarykovy čtvrti na náměstí Míru. Trať byla postavena postupně mezi lety 1901 a 1929.

## Historie
První návrh na trať po dnešní Údolní ulici se objevil již v roce 1898. 20. září toho roku byla uzavřena smlouva mezí Brnem a rakouskou firmou Oesterreichische Union Elektrizitäts Gesellschaft (Oe. U. E. G.) o elektrifikaci tratí parní tramvaje, další smlouvou z 1. prosince 1898 se Oe. U. E. G. zavázala k výstavbě zcela nových úseků. Jedním z nich byla i trať ze Zábrdovic přes Cejl, Kobližnou, Velké náměstí (dnes náměstí Svobody) a Rudolfovu (Česká). Dále měla být vytvořena takzvaná velká smyčka v trase Veveří – Tivoli (Jiráskova) – Údolní – Joštova. Z této tratě se měla na Obilním trhu odpojovat odbočka po Údolní a po Úvozní (Úvoz) na Klášterní náměstí (Mendlovo náměstí). Projekt této spojky na pisáreckou trať byl ale nakonec zrušen.
Elektrický provoz tramvají v Brně byl na původních tratích parní dráhy zahájen 21. června 1900. Již 6. října toho roku byl zprovozněn první úsek, vybudovaný výhradně pro elektrickou tramvaj. Jednalo se o trať Zábrdovice – Velké náměstí (náměstí Svobody). Provoz na dalších úsecích, dle uzavřené smlouvy, byl zahájen již v následujícím roce. Mimo jiné se jednalo i o trať Velké náměstí – Kostelní (Rašínova; trať byla přesměrována do nově proražené ulice) – Lažanského náměstí (Moravské náměstí) – Herlthova (Brandlova) – Veveří – Tivoli (Jiráskova) – Obilní trh – Údolní – Joštova – Lažanského náměstí, jejíž součástí byla tzv. velká smyčka, která byla pojížděna střídavě oběma směry.
2. února 1901 byl tedy zprovozněn první úsek tratě na dnešní náměstí Míru, tehdy ještě jako součást tzv. velké smyčky. Celý úsek Eliščino (Komenského) náměstí – Údolní – Obilní trh o délce přibližně 500 m byl dvoukolejný. Byly na něm zastávky Technika, Údolní a Obilní trh (na znamení).

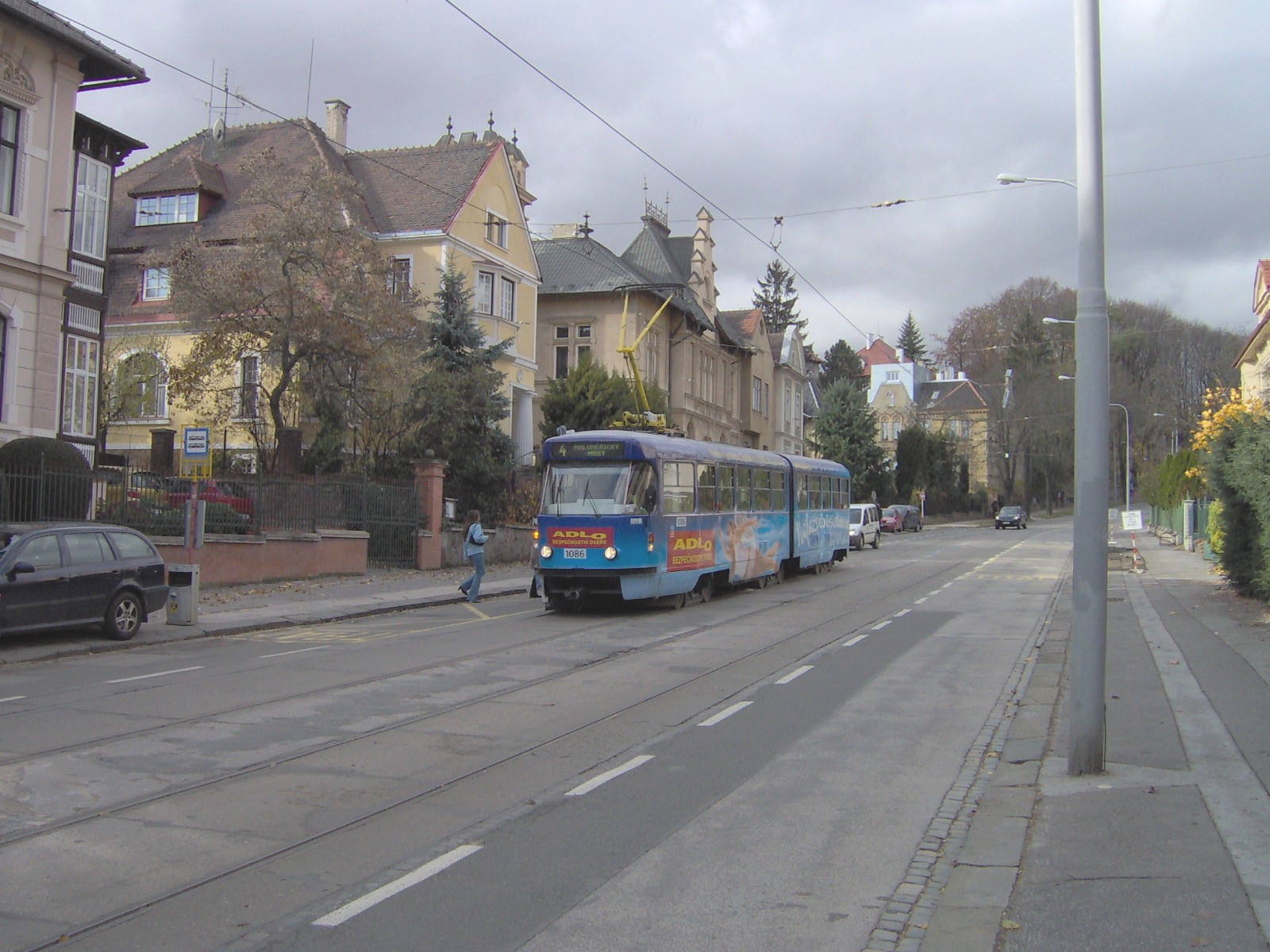
Zastávka Všetičkova. V těchto místech končila trať v letech 1902–1929.

11. září 1902 byla zahájena stavba odbočky z Obilního trhu do Úřednické (nyní Masarykovy) čtvrti.
Protože provoz na tzv. velké smyčce nebyl rentabilní, přikročil provozovatel brněnských tramvají, společnost Gesellschaft der Brünner Elektrischen Strassenbahnen (česky Společnost brněnských elektrických pouličních drah), k jejímu rozpojení. Tratě po ulicích Veveří a Údolní byly zachovány a ukončeny u odbočení na Tivoli (Jiráskova). Spojka po Tivoli byla zrušena 2. prosince 1902. Kolejnice a jiný materiál byl z části použit na výstavbu tratě do Úřednické (Masarykovy) čtvrti.
K zahájení provozu na novém jednokolejném, přibližně 700 m dlouhém úseku došlo 30. prosince 1902. Nová trať začínala napojením na původní dvoukolejný úsek na Obilním trhu u bývalé odbočky na Tivoli (Jiráskova) a pokračovala dále Údolní ulicí až do Úřednické (Masarykovy) čtvrti, kde byla ukončena u křižovatky s dnešní ulicí Všetičkovou. Zde se nacházela výhybna s kusou kolejí. Na novém úseku se nacházely zastávky Rainerova, Schillerova a Úřednická čtvrť.
V roce 1912 proběhla rekonstrukce a výměna kolejnic.

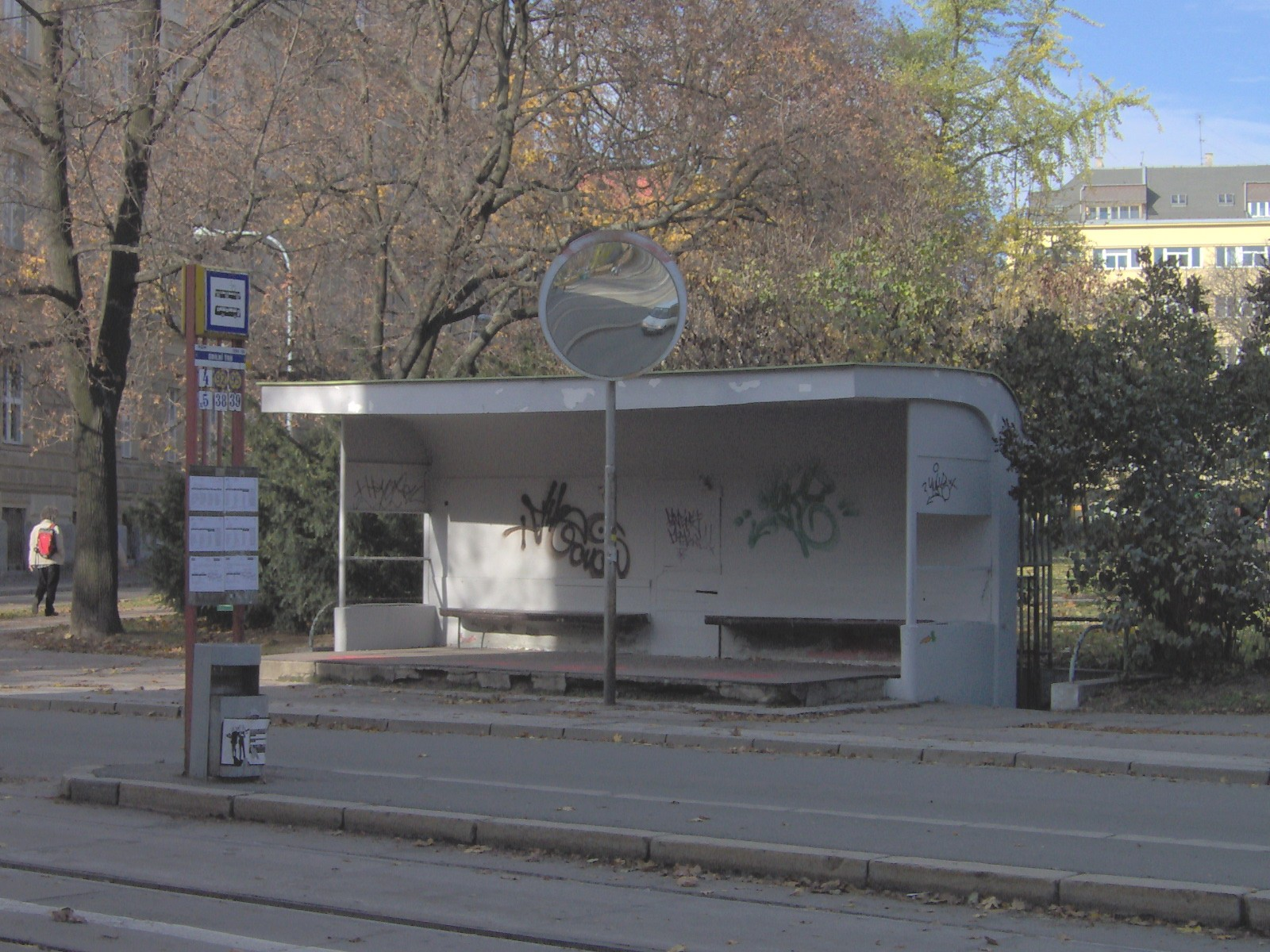
Zastávka Obilní trh s funkcionalistickou čekárnou z poloviny 20. let 20. století

23. října 1924 byla zprovozněna druhá kolej v úseku Obilní trh – Úřednická čtvrť. Celá trať tak již byla dvoukolejná.
29. června 1929 došlo k prodloužení trati na současnou konečnou na náměstí Míru (tehdy Babákovo náměstí). Celý úsek o délce 663 m byl dvoukolejný a byl ukončen jednokolejnou smyčkou, ze které se odpojovala odstavná kolej podél kostela sv. Augustina. Na novém úseku vznikla, kromě konečné zastávky, i nácestná zastávka Šeříková.
6. května 1942 byla zprovozněna nová tramvajová trať vedoucí třídou Horsta Wessela (Husova) na náměstí U městského dvora (Šilingrovo náměstí), která se z trati do Úřednické (Masarykovy) čtvrti odpojila před Červeným kostelem.
1. září 1970 došlo ke zprovoznění předstižné koleje ve smyčce Jiráskova (Masarykova) čtvrť. Během tohoto roku také byla zrušena odstavná kolej podél kostela sv. Augustina.
V červnu 2002 byla uvedena do provozu měnírna Údolní, která se nachází naproti porodnici na Obilním trhu. Jedná se o první podzemní měnírnu v síti brněnských tramvají a trolejbusů. Náklady na její stavbu dosáhly 41 milionů korun.

## Trasa a zastávky

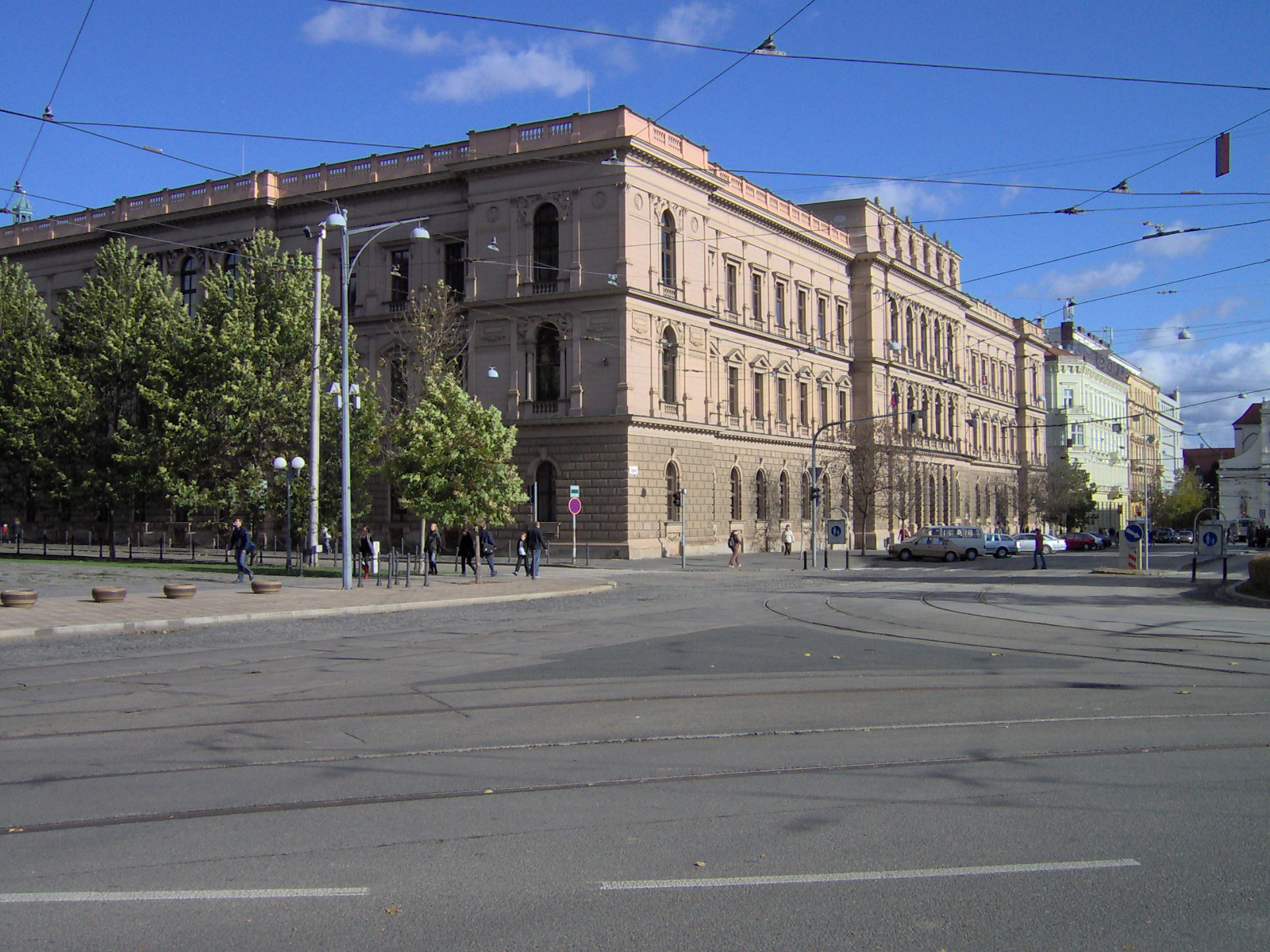
Křižovatka Komenského náměstí

Trať začíná na Komenského náměstí před tzv. Červeným kostelem, kde se odpojuje z tratě Česká – Nové sady. Po celé své délce je vedena uprostřed ulice v betonových zádlažbových panelech. Výjimkou je pouze koncový úsek Všetičkova – náměstí Míru, neboť je zde Údolní ulice užší a samostatný pruh pro automobily ve směru náměstí Míru – Všetičkova neexistuje. Auta tak musejí jezdit přímo po trati. Tato část je rovněž nejprudším úsekem (maximální sklon 95 ‰), které tramvaje v Brně projíždějí.
V druhé polovině října 2008 byl v souvislosti s rekonstrukcí Husovy ulice a nárůstem individuální automobilové dopravy zřízen na Údolní ulici ve směru na náměstí Míru vyhrazený autobusový pruh vedoucí po tramvajovém pásu. Pruh začíná za křižovatkou ulic Joštova, Údolní a Marešova a končí přibližně 20 m před křižovatkou s ulicí Úvoz.
Světelnou signalizací jsou vybaveny křižovatky Joštova – Komenského náměstí a Údolní – Úvoz.

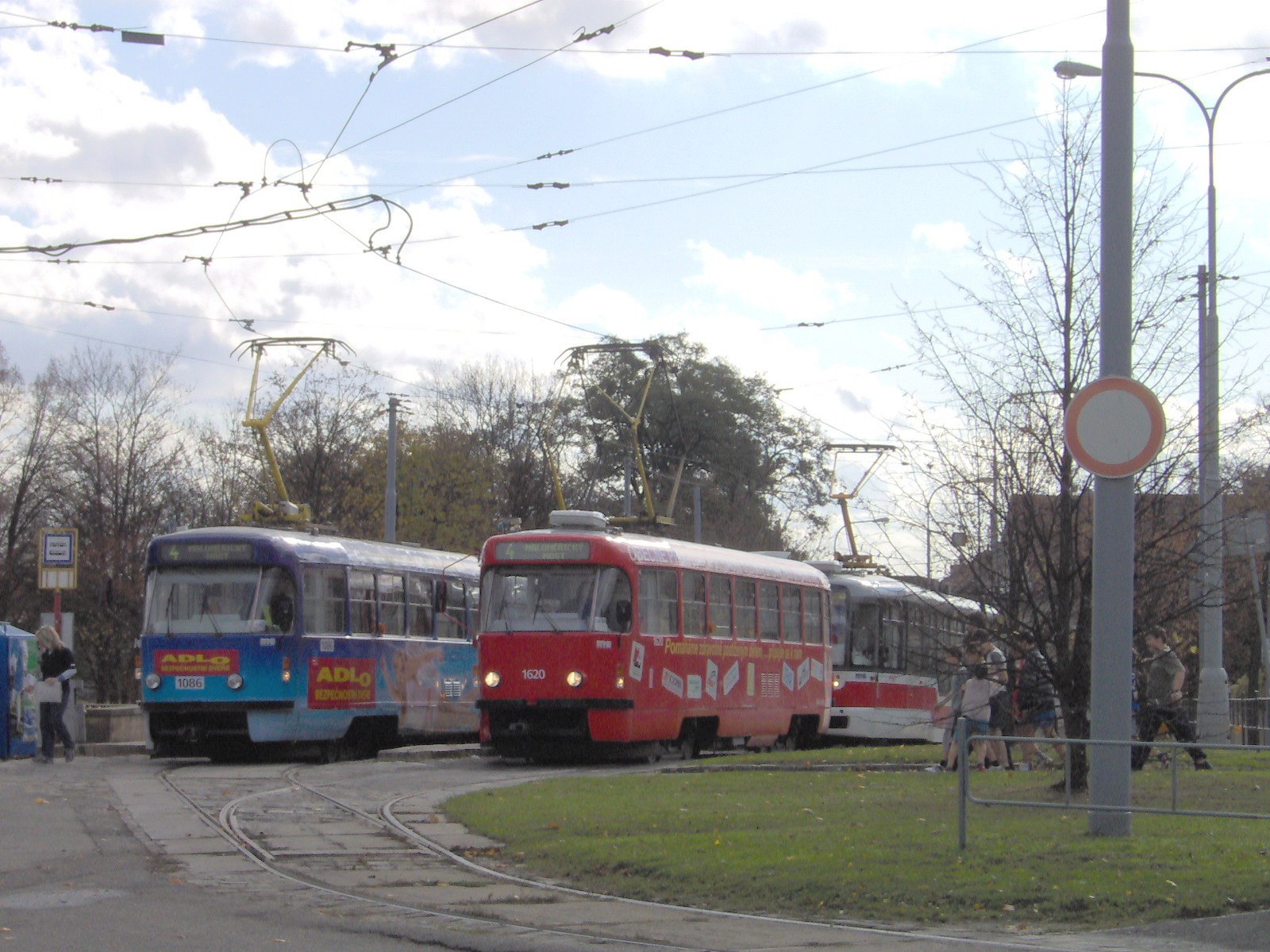
Různé tramvaje ve výstupní zastávce ve smyčce Náměstí Míru

- křižovatka Komenského náměstí, odbočení z tratě Česká – Nové sady
- Komenského náměstí, obousměrná zastávka v Joštově ulici, nástup přes vozovku (vjezd individuální automobilové dopravy zakázán)
- křižovatka Joštova – Údolní – Marešova, trať odbočuje na Údolní ulici
- Obilní trh, obousměrná zastávka v Údolní ulici, pro směr do centra města nástup přes vozovku, pro směr na náměstí Míru nástupní ostrůvek. Za socialismu název Náměstí Sovětských hrdinů. Za silnicí v parku se nachází funkcionalistický objekt čekárny s podzemními záchodky navržený v roce 1926 architektem Oskarem Pořískou. WC jsou od 80. let nefunkční.[14]
- křižovatka Údolní – Úvoz
- Úvoz, obousměrná zastávka, nástup přes vozovku
- Všetičkova, obousměrná zastávka, nástup přes vozovku
- Heinrichova, jednosměrná zastávka pro směr do centra, nástup z chodníku. Původně byla zastávka obousměrná, v polovině 80. let byla z důvodu obtížného rozjezdu tramvají do prudkého kopce pro směr na náměstí Míru zrušena.[15]
- Masarykova čtvrť, náměstí Míru, koncová smyčka s výstupní a nástupní zastávkou. Za socialismu nesla název Jiráskova čtvrť, od začátku 90. let (po roce 1991) do září 2001 nesla název Masarykova čtvrť bez upřesnění polohy.[16]

## Napojení
Křižovatka Komenského náměstí: kolejová křižovatka tvaru T s kolejovými oblouky, umožňujícími jízdu do všech směrů. Je řízena světelnou signalizací. Jako první byla vystavěna přímá trať po Joštově ulici (1901). V roce 1942 byl zprovozněn úsek po třídě Horsta Wessela (Husova) (tramvajová trať Moravské náměstí - Česká - Nové sady), čímž vznikla současná křižovatka. Na trati na náměstí Míru se nedaleko za křižovatkou na Joštově ulici nachází zastávka Komenského náměstí.

## Obratiště

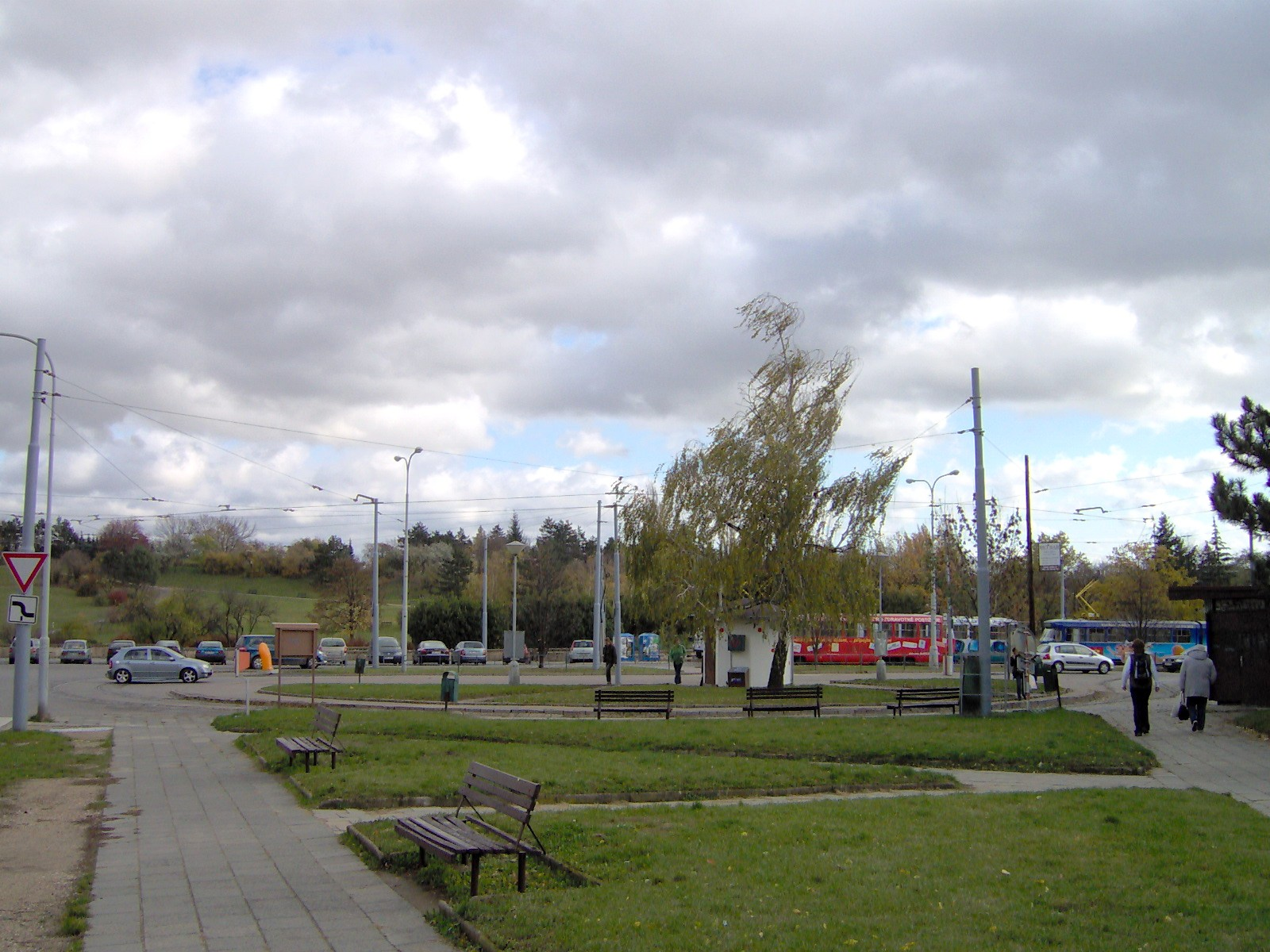
Náměstí Míru s prostorem stejnojmenné tramvajové smyčky

Smyčka Masarykova čtvrť, náměstí Míru vznikla v roce 1929 jako jednokolejná s odstavnou kolejí podél kostela sv. Augustina. V roce 1970 byla přistavěna krátká předstižná kolej ve výstupní zastávce, umožňující předjet soupravu dvou vozů T3. Zároveň byla odpojena odstavná kolej. Smyčka je umístěná přímo na náměstí Míru před kostelem, vedle výstupní zastávky začíná park Kraví hora. Přímo v ose smyčky pokračuje ulice Údolní až do prostoru před hlavní vchod do kostela. Koleje se od silnice odklání do obou směrů, výstupní zastávka (dvoukolejná) se nachází v krátkém přímém úseku, poté se koleje opět spojují, překřižují konec ulice Údolní (tramvaje zde musejí dávat přednost) a dotýkají se ulice na ni kolmou. Nástupní zastávka je umístěna v oblouku při výjezdu do ulice Údolní. Smyčka je vybavena krytou čekárnou s hygienickým zařízením pro řidiče. V souvislosti s přestavbou náměstí Míru (zástavba nevyužívaného vojenského areálu u Lerchovy ulice, úprava a zvětšení parčíku na náměstí) se plánuje i přestavba smyčky, která již nevyhovuje z hlediska bezpečnosti (žáci jedoucí ráno do tří škol, nacházejících se poblíž, musejí přecházet dvě rušné ulice) ani kapacity (krátká předstižná kolej, neumožňující odstavit za sebou např. sólo vůz T3 a kloubový vůz K2).

## Doprava a linkové vedení
Po zprovoznění tzv. velké smyčky 2. února 1901 vedoucí ulicemi Veveří, Tivoli (Jiráskova) a Údolní tudy jezdila „červená“ linka z Jatek. Po rozpojení smyčky 2. prosince 1902 byla na úsek po Údolní ulici na Obilní trh prodloužena „žlutá“ linka, která do té doby jezdila v relaci Velké náměstí (náměstí Svobody) – Zábrdovice. 2. března 1903 bylo linkové vedení opět změněno. „Žlutá“ linka byla zkrácena na svoji původní trasu a do Úřednické (Masarykovy) čtvrti začala jezdit „modrá“ linka z Komárova. Definitivně byla na trať po Údolní ulici zavedena „žlutá“ linka 12. července 1903, kdy byla „modrá“ linka přesměrována na novou trať na Sadovou (Drobného). 11. března 1913 došlo k přeznačení tramvajových linek, místo barevných světel se začala používat čísla, „žluté“ lince v trase Zábrdovický most – Úřednická čtvrť bylo přiděleno číslo 4. 15. dubna 1921 byla linka č. 4 (trasa Jatky – Úřednická čtvrť) přečíslována na linku č. 6, 6. června 1922 byla ale čísla linek navrácena do původního stavu. 20. listopadu 1944 se po náletu zřítil dům na Údolní ulici. Linka č. 4 tak byla dočasně rozdělena na dva úseky: Juliánov – Komenského náměstí a Obilní trh – Úřednická (Masarykova) čtvrť.
2. června 1946 byl na lince č. 4 zahájen noční provoz. 1. května 1952 byl z rozhodnutí rady ÚNV v Brně zastaven tramvajový provoz po Masarykově třídě, obnoven byl již 21. prosince téhož roku. Linka č. 4 jezdila v tomto mezidobí po Husově. Na ulici Husovu se „čtyřka“ natrvalo vrátila 1. září 1958. 29. března 1964 byla zavedena nová linka č. 16 v trase Jiráskova (Masarykova) čtvrť – Malinovského náměstí – Židenice, Karlovo nám. (Svatoplukova). 2. prosince 1985 byla linka č. 16 přeložena do trasy Židenice – Královo Pole, Tesla (Červinkova). 1. června 1986 byla linka č. 4 přesměrována z Husovy ulice do trasy přes náměstí Svobody. Od 2. do 31. května 1994 byla linka číslo 4 kvůli dvěma probíhajícím výlukám dočasně mimo provoz a do Masarykovy čtvrti necelý měsíc jezdily linky č. 3 a 21.

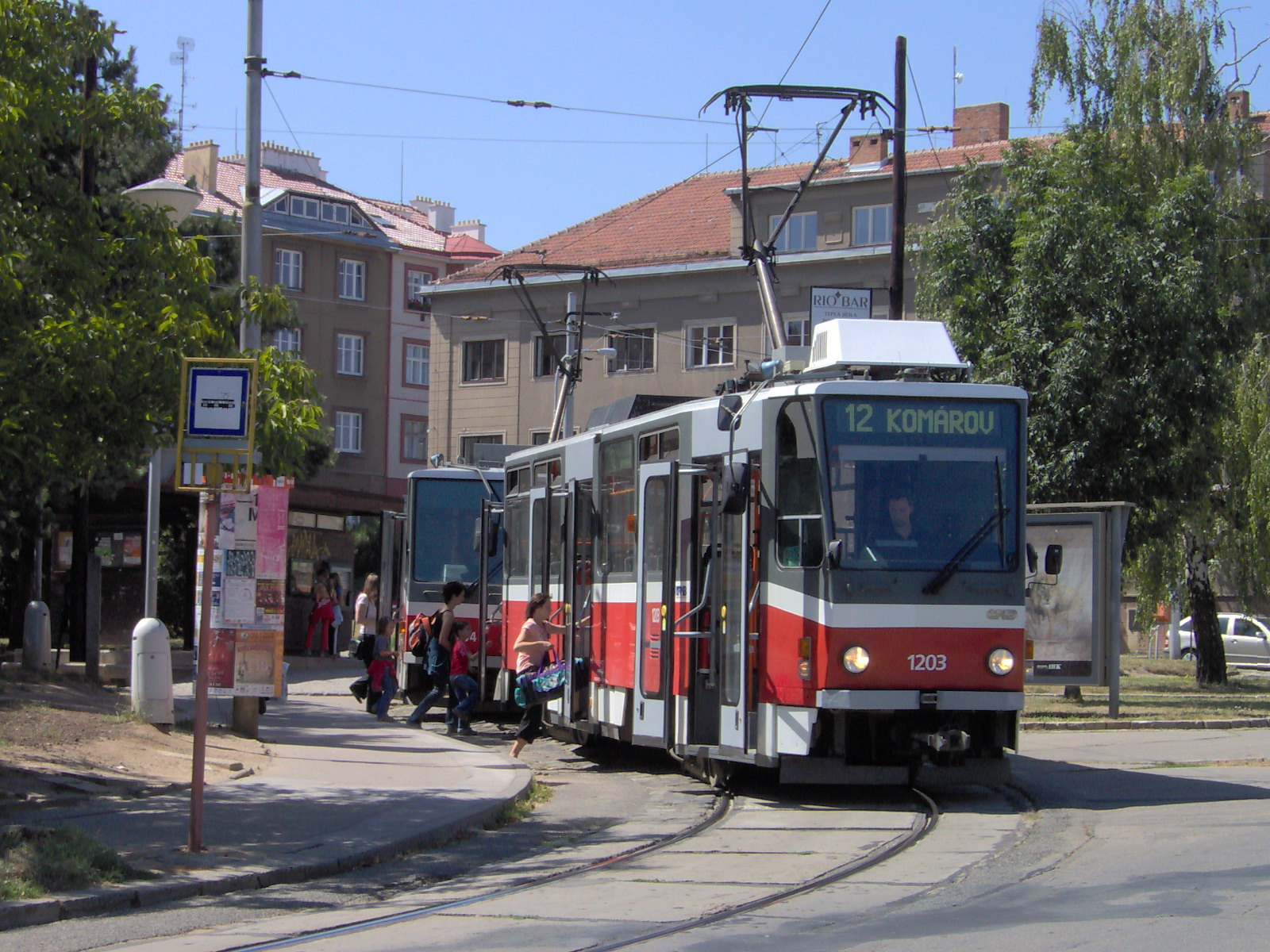
Souprava tramvají Tatra T6A5 na lince č. 12 ve smyčce Náměstí Míru během letní výluky v roce 2007

1. června 1998 byla linka č. 4 z důvodu zahájení rekonstrukce Masarykovy třídy přeložena do objízdných tras. Ve směru do Obřan jezdila po ulici Husově a přes hlavní nádraží, ve směru do Masarykovy čtvrti po Rooseveltově a přes Českou, noční provoz byl obousměrně odkloněn přes Husovu. 29. října téhož roku rekonstrukce skončila a „čtyřka“ se vrátila do své původní trasy. 1. února 1999 byla z rozhodnutí Magistrátu města Brna zrušena pravidelná tramvajová doprava přes náměstí Svobody a Masarykovu, linka č. 4 od toho data jezdila po výlukové trase z předchozího roku. Noční provoz, který byl přes centrum zachován, byl zrušen 1. září 2000 při velké reorganizaci noční dopravy (do Masarykovy čtvrti byla nahrazena noční autobusovou linkou č. 92). 1. listopadu 2006 byl po rekonstrukci náměstí Svobody zahájen zkušební provoz linky č. 4 obousměrně po Rašínově, náměstí Svobody a Masarykově. 6. února 2007 byl upraven režim linky č. 4; od rána do 19 hodin jezdila přes centrum města, mezi 19. a 23. hodinou potom „výlukovou“ trasou po Husově (do Obřan) a Rooseveltově (do Masarykovy čtvrti). V červnu 2007 brněnští radní definitivně rozhodli o provozu linky č. 4 přes náměstí Svobody.
Mezi 30. červnem a 17. srpnem 2007 probíhala rekonstrukce kolejové křižovatky Česká, linka č. 4 byla přesměrována a do Masarykovy čtvrti zajížděly linky č. 12 a 13 (po Husově ulici). 1. září 2007 začala rekonstrukce ulice Rašínovy, linka č. 4 tak byla v provozu ve své „standardní“ výlukové trase (Husova/Rooseveltova). Na svoji pravidelnou trasu přes náměstí Svobody se „čtyřka“ vrátila 28. června 2008.